# Головина
Голо́вина (рос. Головина) — присілок у складі Томського району Томської області, Росія. Входить до складу Зарічного сільського поселення.

## Населення
Населення — 29 осіб (2010; 37 у 2002).
Національний склад (станом на 2002 рік):
- росіяни — 81 %